# Анунд Эмундсон
Анунд Эмундсон (швед. Anund Emundsson) — сын Эмунда Старого, последнего короля Швеции из династии Мунсё, правившей в Швеции на протяжении около 30 лет.

## Биография
Точная дата рождения Анунда не известна, предположительно 1020—1025 год. По легенде, отец отправил его в страну квенов, где он умер, отпив воды из отравленного источника. Так как больше наследников у династии Мунсё не оказалось, династия прервалась, и на трон взошла династия Стенкилей.